# أحمد فتحي ضيف
أحمد فتحي ضيف هو لاعب كرة قدم مصري في مركز الدفاع، ولد في 2 فبراير 1986. لعب مع نادي الرجاء.

## وصلات خارجية
- أحمد فتحي ضيف على موقع قاعدة بيانات كرة القدم.إي يو (الإنجليزية)
- أحمد فتحي ضيف على موقع Soccerway.com (الإنجليزية)